# Almeida de Sayago
Almeida de Sayago is een gemeente in de Spaanse provincie Zamora in de regio Castilië en León met een oppervlakte van 76,37 km². Almeida de Sayago telt 492 inwoners (1 januari 2016).

## Demografische ontwikkeling
Bron: INE, 1857-2011: volkstellingen
Opm.: In 1965 werd de gemeente Escuadro aangehecht